# دوغ فورد (عازف قيثارة)
دوغ فورد (بالإنجليزية: Doug Ford)‏ هو عازف قيثارة أسترالي، ولد في 26 يناير 1945 في Casino, New South Wales ‏ في أستراليا.

## وصلات خارجية
- دوغ فورد على موقع ميوزك برينز (الإنجليزية)